# Tirol TV
 (juin 2019).

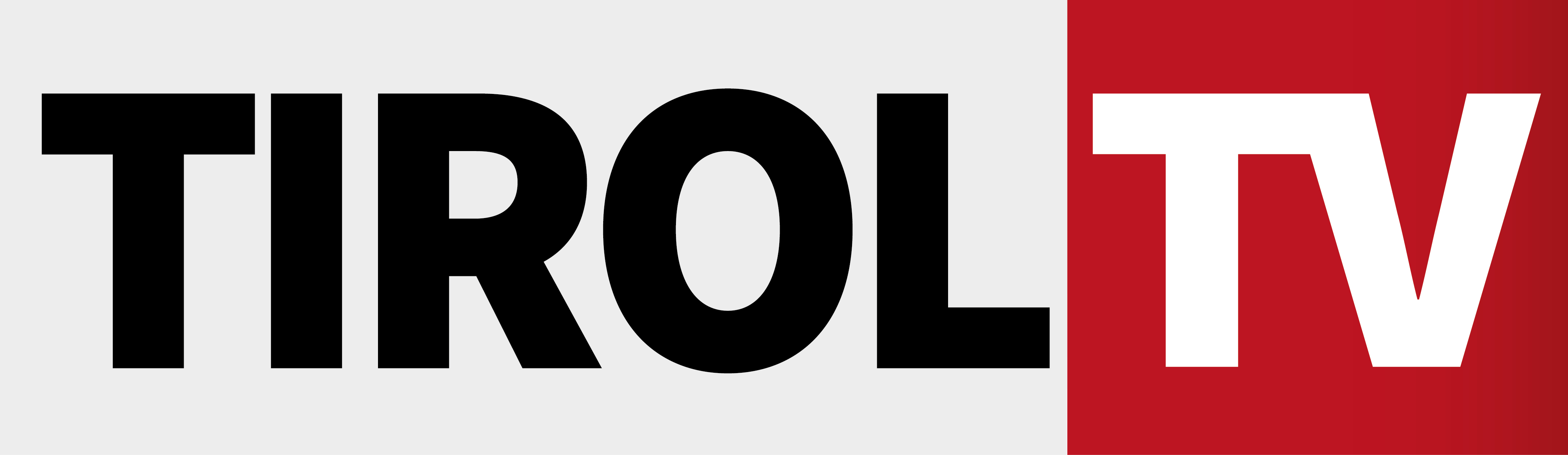
Tirol TV logo

Tirol TV est une station de télévision privée autrichienne basée à Innsbruck, Tyrol. 

## Réception
Tyrol TV est disponible via le satellite Astra sur la station R9 Autriche HD en deux fenêtres de temps de 11h00 à 12h00 et de 180h00 à 19h00 et à l'échelle des pneus sur le réseau câblé de Magenta (espace de programme 108 avec SDTV et créneau horaire 237 avec HDTV), dans la région Réseaux câblés, dans la grande région d'Innsbruck ainsi que dans la vallée de l'Inn inférieure et Wipptal et dans l'Oberland tyrolien via DVB-T (SD en Mux C sur K36). En outre, un flux en direct et des articles individuels peuvent être consultés sur le site Web de la station dans une médiathèque en ligne. 

## Expéditions
Le spectacle principal de Tirol TV est le magazine d'infodivertissement Tirol DREISSIG avec des sujets de la politique, la société, le sport, la culture et l'art. Sur le chemin du Tyrol, les neuf districts du Tyrol sont regroupés dans les zones d'Oberland, Unterland, Innsbruck et les environs et traités spécifiquement. Avec les 90 secondes, Tirol TV donne un bref aperçu de la journée dans la matinée, qui se poursuivra de façon modérée avec les 90 secondes à midi. Ces émissions ne seront diffusées que pendant la semaine. Au cours du week-end, Tirol TV gratuit remplace l'émission principale Tirol DREISSIG et montre les contributions de la semaine dernière comme un examen. 
En outre, Tirol TV produit également des reportages ainsi que des formats spéciaux et des rapports sur les événements spéciaux dans le pays aussi en direct. 
D'autres formats de diffusion comme Yes this is our country, une émission de musique avec Hubert Trenkwalder ou TOUR TIROL sont diffusées de façon irrégulière les vendredis et week-ends.

## Développement économique
Tyrol TV a commencé ses activités en 1997. La station de la télévision locale LFT De l'époque, Tirol GmbH et Co. Kg (anciennement LFU Lokal Fernsehen Unterland GmbH - Co. KG), a été le premier radiodiffuseur régional en Autriche, qui peut également être reçu par satellite. En décembre 2007, Tirol TV a lancé sa diffusion numérique via la plate-forme satellitaire ASTRA. Par câble, la station a atteint 75 000 foyers. Le câble, le satellite et DVB-T ont été en partie montré sadiffusion de contenu différent, à la télévision par câble le programme a été diffusé 24 heures sur 24, à la télévision par satellite on a montré à 08:30, 17:30 et à 22:30 pm deux heures de fenêtres publicitaires et téléachat.
À la mi-septembre 2013, la production cinématographique de RSL Tirol TV a déposé le bilan auprès du tribunal d'État d'Innsbruck. 
Depuis octobre 2013, un nouveau Tirol TV a été mis en place sous la forme d'une S.A.R.L. avec quatre actionnaires. De nouvelles expéditions et un nouveau modèle d'affaires ont été développés avec le nouveau directeur général Marlies Witsch. Par exemple, l'accent est mis sur la création d'une marque multimédia forte. L'objectif n'est donc pas seulement de fournir des informations via la télévision, mais aussi via Internet et les médias sociaux. Le 7 janvier 2014, Tirol TV est passé à l'antenne pour la première fois avec le nouveau concept et les deux programmes Tirol20 et 90 secondes. Au début du mois de mars, les dépenses régionales de six districts ont suivi avec une augmentation du temps d'antenne de vingt à soixante minutes. Le nouvel espace de bureau et le nouveau studio de télévision de la Sparkasse platz 5 à Innsbruck sont situés depuis le 26 mars. Le 7 janvier 2015, l'émission a été ajoutée à l'émission 90 secondes pour midi, et un mois plus tard, les trois autres éditions régionales des districts d'Imst, Reutte et Lienz. Depuis le 7 septembre 2015, Tirol TV est également disponible trois fois par jour par satellite sur la chaîne du télédiffuseur R9, qui regroupe les plus grands radiodiffuseurs régionaux de tout autre État autrichien en plus de Tirol TV. En raison du nouveau temps d'antenne causé par la diffusion par satellite, l'émission principale d'information "Tirol20" a été rebaptisée "Tirol DREISSIG" et "Sur le chemin du Tyrol" a été fusionnée dans les régions d'Oberland, De Basse-Terre et d'Innsbruck/Tyrol oriental. 

## Logos d'expéditeur

Logo jusqu'en 2013
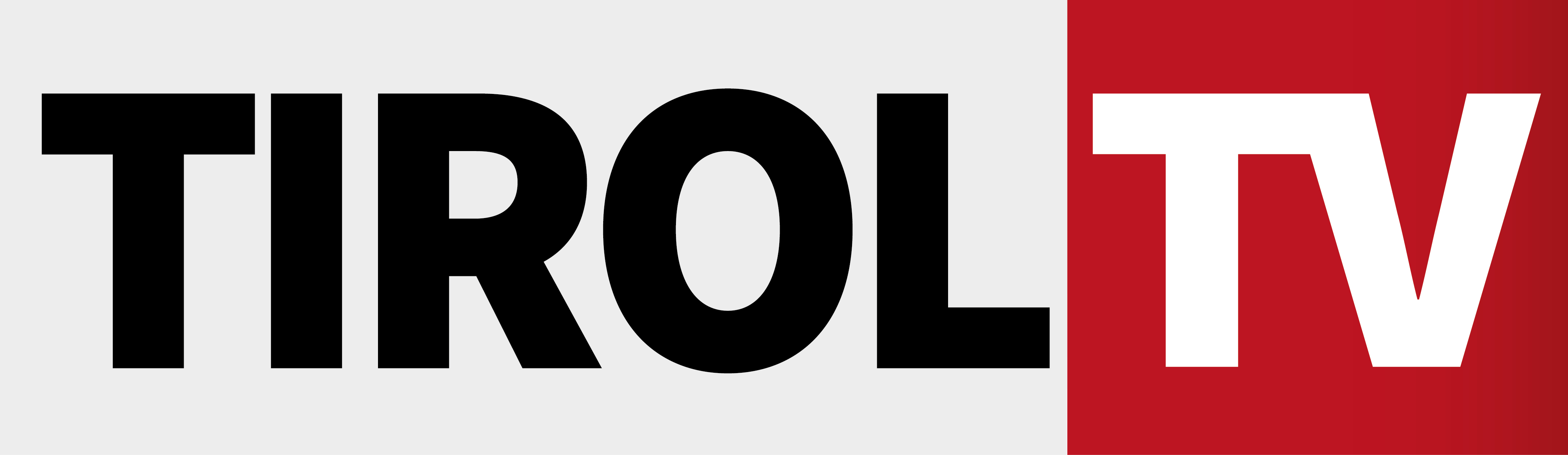
Logo depuis 2014
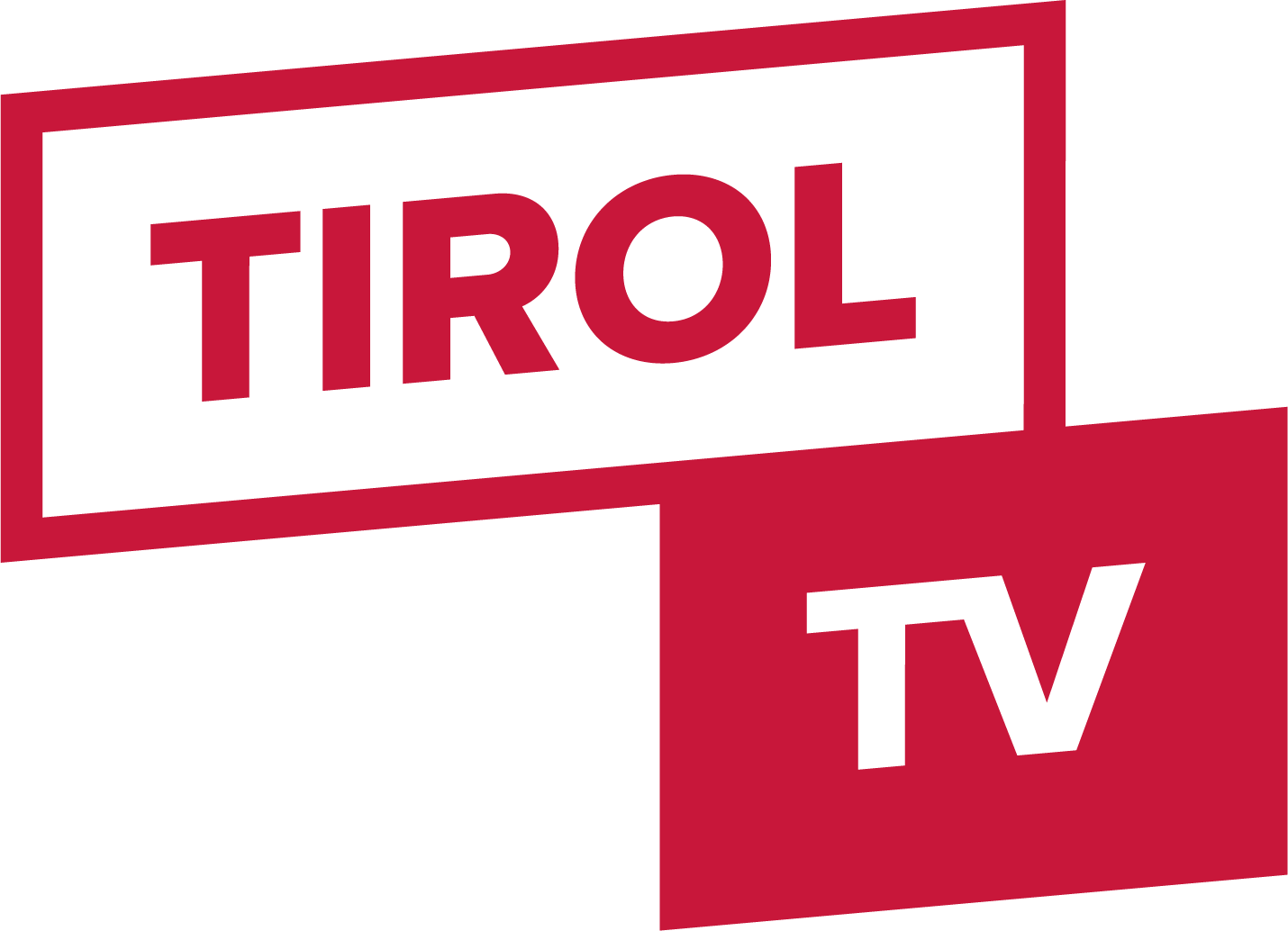
Logo depuis 2019